# ベルベット・ペインティング

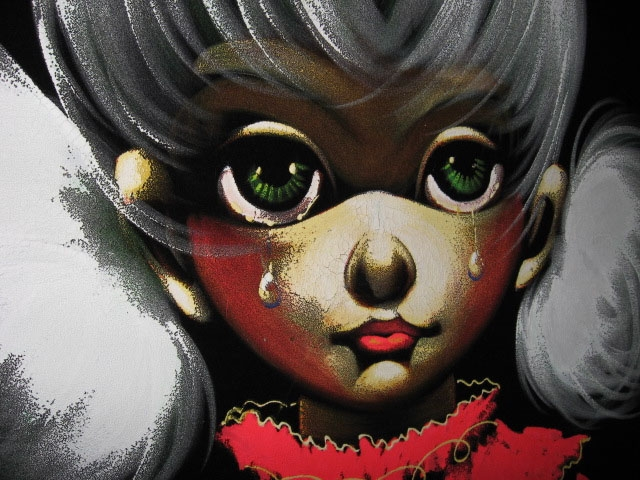
ブラックベルベット・ペインティング

ベルベット・ペインティング(velvet painting)とはカンバスや画用紙などの代わりにベルベットを支持体として使うことを特徴する絵画技法である。ふつうブラックベルベットが用いられるが、これにより背景が非常に暗くなるため色が明るく映える。
ベルベット・ペインティングそのものは古くからあるが、20世紀後半のアメリカで新たな人気を獲得したことで知られる。

## 歴史
ブラックベルベット・ペインティングは同じ名の織物も生まれた古代のカシミールに起源を持つ。本来は宗教的な意味を持っているのがふつうで、ロシア正教の司祭が描くコーカサス地方で信仰されるイコンのための技術だった。後にマルコ・ポーロらが西欧に紹介したブラックベルベット・ペインティングは、いまも当時の作品の一部をバチカン美術館で見ることが出来る。
そして現代に入るとこのベルベット・ペインティングはアメリカの農村部で広く見られるようになった。たいていがキッチュなテーマで描かれ、特に多かったのがエルヴィス・プレスリーの肖像画だった（いわゆる「ベルベット・エルヴィス」）。他にもデイル・アーンハートやジョン・ウェイン、キリスト、ネイティヴ・アメリカン、狼、カウボーイなどが人気で、暗いベルベットとのコントラストを出すため色は明るく、鮮やかなものが主流である。また異国趣味や前衛的なテーマとも親和性があった。
1970年代、この技術の中心地はメキシコのシウダー・フアレスだった。ジョージア州の農家育ちだったがその後生活が立ちゆかなくなったドイル・ハーデンという人物がこの地ではベルベット・ペインティングのパイオニアだった。アトリエに腰かける何千というアーティストたちによって作品がつくりだされる巨大な工場をつくりだした。あるアーティストが一葉の写真に色を塗り、ベルベットを次の人間に渡すと、またその人間がアーティストとして何かを付け足す、といった方式でベルベット・ペインティングを手作業で大量に生産することにより、アメリカ国内で1970年に起こったブームに乗った。こうして例えばエドガー・リーテッグは「アメリカのブラックベルベット・キッチュの父」とまで呼ばれるようになった。
オレゴン州ポートランドで2005年の終わりから2010年1月まで開館していた「ベルベッテリア」(Velveteria)は、このベルベット・ペインティングだけを展示する博物館だった。